# DisneyMania 4
DisneyMania 4 è il quarto album discografico della serie DisneyMania, il secondo col gruppo Disney Channel Circle of Stars e altri artisti.
Il disco è uscito nel 2006.

## Tracce
1. A Dream Is a Wish Your Heart Makes - Disney Channel Stars - 3:46
2. Zip-a-Dee-Doo-Dah - Miley Cyrus - 3:06
3. If I Never Knew You - The Cheetah Girls - 3:16
4. Who's Afraid of the Big Bad Wolf? - B5 - 3:32
5. Reflection (Remix) - Christina Aguilera - 3:15
6. I'll Try - Jesse McCartney - 3:51
7. Look Through My Eyes - Everlife - 3:11
8. Candle on the Water - Anneliese van der Pol - 3:08
9. You'll Be in My Heart - Teddy Geiger - 4:15
10. Yo Ho (A Pirate's Life for Me) - Jonas Brothers - 2:04
11. Someday My Prince Will Come - Ashley Tisdale feat. Drew Seeley - 3:31
12. Hawaiian Roller Coaster Ride - Baha Men - 3:30
13. Can You Feel the Love Tonight - Sara Paxton - 3:40
14. Super Cali (BoiOB Mix) - Orlando Brown - 3:32
15. Monkey's Uncle - Devo 2.0 - 2:24
16. Who's Afraid of the Big, Bad Wolf? (bonus video) - B5 - 1:00